# Eratoneura lundi
Eratoneura lundi är en insektsart som först beskrevs av Hepner 1967.  Eratoneura lundi ingår i släktet Eratoneura och familjen dvärgstritar. Inga underarter finns listade i Catalogue of Life.